# Метанаука
Метанаука (др.-греч. μετὰ — «после», «о себе»; англ. metascience; нем. Metawissenschaft) — универсальная наука; наука, претендующая на обоснование и изучение различных наук на основе особого, общего для них метаязыка. Таким образом, представляет собой обобщение какой-либо научной отрасли (когда она, в свою очередь, становится объектом исследования), могущее захватывать и смежные науки, с целью выявления взаимосвязей в структуре знания и методологии в рамках этой отрасли.
В философии метанаука — наука, призванная объединить и направить все науки с помощью и с учётом социальных факторов, воздействий, умозаключений и так далее. Замечательным, в данном контексте, является тот факт, что почти вся европейская наука исторически так или иначе «выросла» из философии. Понятие метанауки основывается на наблюдении неизбежности присутствия точек пересечения между дисциплинами, при должном уровне их развития и постулирует принципиальную возможность сведения человеческих знаний во всеобъемлющую, согласованную науку, основанную на каком-либо едином комплексе понятий.
Может также относится к:
- Метаистория
- Метагеография
- Метафизика
- Метаматематика
- Метафилософия